# Marja van Bijsterveldt

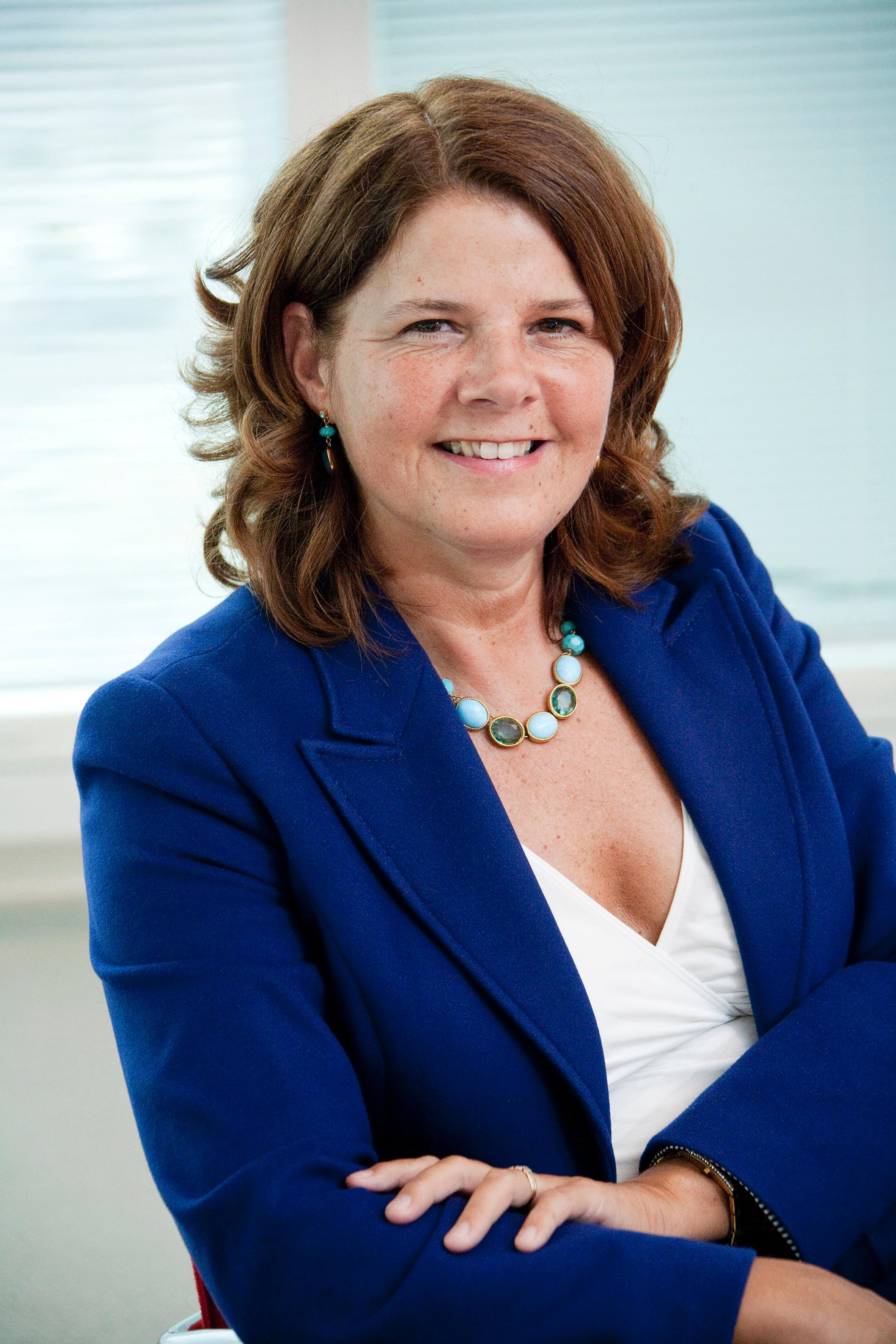
Marja van Bijsterveldt

Janneke Marlene (Marja) van Bijsterveldt-Vliegenthart (* 27. Juni 1961 in Rotterdam) ist eine niederländische Politikerin des Christen-Democratisch Appèl (CDA). Von Oktober 2010 bis November 2012 war sie Ministerin für Bildung, Kultur und Wissenschaft im Kabinett Rutte I. Seit September 2016 ist sie Bürgermeister von Delft.

## Leben
Vom 22. Februar 2007 bis den 14. Oktober 2010 war sie Staatssekretärin für Bildung, Kultur und Wissenschaft im Kabinett Balkenende IV und vom 17. Juni 2010 bis den 14. Oktober 2010 auch Mitglied der Zweiten Kammer der Generalstaaten. Von 1990 bis 1993 war sie Beigeordneter von Almere und von 1994 bis 2003 Bürgermeisterin von Schipluiden, eine seit 2004 ehemalige Gemeinde in der Provinz Südholland. Weiter war sie von 2002 bis 2007 als Nachfolgerin von Bert de Vries Parteivorsitzender des CDA.